# 喬治·布萊克伍德
喬治·布萊克伍德（George Henry Raymond Blackwood，1997年6月4日—）是澳大利亞的一位職業足球運動員，在場上的位置是前鋒。他現在效力於A聯賽球隊阿德萊德聯足球俱樂部。布萊克伍德出生在悉尼，也是一位板球愛好者。他也代表澳大利亞U20和U23國家足球隊參賽。

## 外部連結
- Soccerway資料庫：喬治·布萊克伍德
- George Blackwood profile at SydneyFC.com